# دختر من (فیلم)
دختر من (انگلیسی: My Girl) یک فیلم در ژانر داستان بلوغ، درام و کمدی رمانتیک به کارگردانی هاوارد زیف است که در سال ۱۹۹۱ منتشر شد. فیلم داستان دختر یازده‌ساله‌ای را در تابستان ۱۹۷۲ روایت می‌کند که در مدیسون، پنسیلوانیا زندگی می‌کند. عنوان فیلم اشاره به آهنگی به همین نام اثر تمپتیشنز دارد که در سال ۱۹۶۴ منتشر شد. کتابی بر اساس این فیلم توسط پاتریشیا هرمس نوشته شده‌است. فیلم با موفقیت در گیشه همراه بود و در برابر بودجه ۱۷ میلیون دلاری، ۱۲۱ میلیون دلار فروش رفت. در سال ۱۹۹۴ دنباله‌ای بر این فیلم با عنوان دختر من ۲ اکران شد.

## داستان
وادا (آنا کلامسکی) دختر یازده‌ساله‌ای است که در مدیسون، پنسیلوانیا در سال ۱۹۷۲ زندگی می‌کند. مادرش فوت کرده و پدرش هری (دن اکروید) یک سالن تشییع جنازه و خاکسپاری کار می‌کند. بهترین دوستش توماس (مکالی کالکین) به همه‌چیز حساسیت دارد. وقتی پدرش شلی (جیمی لی کرتیس) را استخدام می‌کند او عاشق شلی می‌شود.

## بازیگران
- دن اکروید
- جیمی لی کرتیس
- مکالی کالکین
- آنا کلامسکی
- پیتر مایکل گوتز
- ریچارد ماسور
- گریفین دان